# Hannibal Gaskin
Hannibal Gaskin est un nageur guyanien. Il participe aux Jeux olympiques d'été de 2016.
Son nom est inspiré du célèbre commandant militaire Hannibal Barca.
En 2021, Hannibal Gaskin réalise une performance remarquable lors des Championnats nationaux de natation du Guyana, en battant le record du 400m nage libre pour la catégorie des 13-14 ans avec un temps de 4:44.94. 
Gaskin a remporté toutes ses courses, totalisant sept victoires dans les épreuves suivantes : 100m papillon, 50m brasse, 100m nage libre, 200m nage libre, 200m quatre nages, 50m papillon et 50m nage libre. Il a terminé deuxième dans le 200m quatre nages et a terminé troisième dans les épreuves de 200m, 100m et 50m nage libre, ainsi que dans le 50m papillon.
Il fait ses études au Queen’s college.